# أحمد عبده
أحمد عبده (ولد عام 1936) هو سياسي قمري. تولى منصب رئيس وزراء جزر القمر من 27 ديسمبر 1996 حتى 9 سبتمبر 1997.
ولد في موتسامودو في جزيرة أنجوان. شغل منصب وزير المالية في حكومة الحكم الذاتي في جزر القمر لفترة وجيزة خلال عام 1972، ومرة أخرى في عام 1973 حتى استقلال البلاد في 1975. ونشط سياسيا على مدي عشرين عاما، حتى تولى منصب رئاسة الوزراء عام 1996.